# قاب نمونه‌برداری سطحی
قاب نمونه‌برداری سطحی (به انگلیسی: Area sampling frame) جایگزینی برای سنتی‌ترین نوع قاب‌های نمونه‌برداری است.
یک قاب یا چارچوب نمونه‌گیری اغلب به‌عنوان فهرستی از عناصر جمعیت تعریف می‌شود که می‌خواهیم از طریق یک نظرسنجی نمونه‌ای بررسی کنیم. یک مفهوم کمی کلی‌تر در نظر می‌گیرد که یک چارچوب نمونه‌گیری ابزاری است که امکان شناسایی و دسترسی به عناصر جمعیت را فراهم می‌کند، حتی اگر یک فهرست صریح وجود نداشته باشد. قاب‌های نمونه‌گیری سنتی گاهی به عنوان قاب‌های فهرستی نامیده می‌شوند.